# ژاله قائم‌مقامی

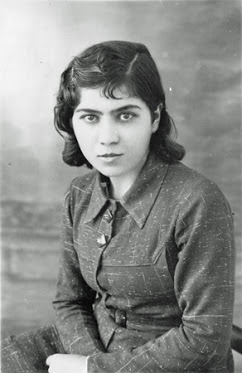
ژاله قائم‌مقامی

عالمتاج قائم‌مقامی متخلص به ژاله (اسفند ۱۲۶۲، فراهان – ۵ مهر ۱۳۲۶، تهران) شاعر ایرانی بود. حسین پژمان بختیاری فرزند اوست. در دوران عمرش اشعار بسیاری گفته که آنها را سوزانده و از بین برده است. ۹۱۷ بیت از اشعارش باقی مانده که پسرش حسین پژمان بختیاری، آن‌ها را بازبینی، جمع‌آوری و چاپ کرد. اشعار این شاعر نشان می‌دهد که چقدر پاکدامن و طرفدار حقوق زن بوده و عفت و پاکی را با صراحت در گفتار درهم آمیخته است. اگر اشعارش را از بین نبرده بود، یکی از سرآمدان شاعران این مملکت بود. اگر چه با همین مقدار هم مقام او بسیار بالا است.  او را به دلیل توجه بسیار به اشیا به ویژه به آینه، 
«شاعر آینه‌ها» نام داده‌اند.

## زندگی‌نامه
ژاله در اسفندماه ۱۲۶۲ خورشیدی در فراهان زاده شد. مادرش مریم یا گوهر ملک دختر معین الملک بود و پدرش میرزا فتح‌الله نوه قائم مقام فراهانی. او در پنج سالگی خواندن فارسی و عربی را نزد یک شیخ آغاز کرد و تا پانزده سالگی دروس دیگر را آموخت.
در پانزده سالگی همراه خانواده اش به تهران رفت و در سال ۱۳۱۷ ق. با دوست پدرش، علی‌مرادخان بختیاری (علی‌مراد خان میرپنج بختیاری، خواهرش همسر سردار اسعد بود ) که در خدمات لشکری و نظامی بود - و دخترانش از ژاله بزرگتر بودند - به ناچار ازدواج کرد و پسرش، حسین پژمان بختیاری را به دنیا آورد. ازدواج آن‌ها پس از دو یا سه سال به جدایی انجامید. پژمان ابتدا تحت سرپرستی پدرش بزرگ شد و با مرگ علی‌مرادخان سرپرستی او بر عهده علی‌قلی خان سردار اسعد و جعفرقلی خان سردار اسعد درآمد تا آن که در ۲۷ سالگی نزد مادرش رفت و تا پایان عمر ژاله با وی بود.
ژاله ۲۳ ساله بود که نهضت مشروطه به وقوع پیوست، اما او بیشتر شاعری بود درون‌گرا، چنان که حتی به دلیل شرایط تاریکی که در آن می‌زیست و اشعار زنانه و سنت‌شکنی که سروده بود شاعری خود را از دیگران و حتی از فرزندش مخفی می‌کرد.
به گفته پژمان، ژاله اواخر عمر را باخواندن کتاب‌های ادبی، تاریخ و نجوم سپری کرد و در ۵ مهر ۱۳۲۵ ساعت یک بعدازظهر در سن ۶۳ سالگی درگذشت و در امامزاده حسن در جنوب غرب تهران به خاک سپرده شد.

## نمونه اشعار
(۱)
| بسته در زنجیر آزادیست سر تا پای من    |  | بَرده‌ام ای دوست و آزادی بود مولای من |
| …                                     |  |                                     |
| از تو گر برتر نباشد جنس زن مانند توست |  | گو، خلاف رای مغرور تو باشد رای من   |
| در ره احقاق حق خویش و حق نوع خویش     |  | رسم و آیین مدارا نیست در دنیای من   |

(۲)
| گم شد جوانیم همه در آرزوی عشق  |  | اما رهی نیافتم آخر به کوی عشق   |
| از حجب و از غرور دل خرده‌سنج من |  | شد بهره‌ور ز عشق ولی ز آرزوی عشق |

(۳)
| چه می‌شد آخر ای مادر اگر شوهر نمی‌کردم        |  | گرفتار بلا خود را چه می‌شد گر نمی‌کردم    |
| گر از بدبختیم افسانه خواند داستان‌گویی       |  | به بدبختی قسم کان قصه را باور نمی‌کردم   |
| مگر بار گران بودیم و مشت استخوان ما         |  | پدر را پشت خم می‌کرد اگر شوهر نمی‌کردم    |
| بر آن گسترده خوان گویی چه بودم؟ گربه‌ای کوچک |  | که غیر از لقمه‌ای نان خواهش دیگر نمی‌کردم |
| زر و زیور فراوان بود و زیر منتم اما         |  | من مسکین تمنای زر و زیور نمی‌کردم        |
| گرم چون خوش قدم مطبخ نشین می‌ساختی بی‌شک      |  | چو او می‌کردم ار خدمت ازو بهتر نمی‌کردم   |

(۴)
| ای ذخیره کامرانیهای مرد      |  | چند باید برده آسا زیستن؟     |
| تن فروشی باشد این یا ازدواج؟ |  | جان سپاری باشد این یا زیستن؟ |

(۵)
| مردسیما ناجوانمردی که ما را شوهر است    |  | مر زنان را از هزاران مرد نامحرم تر است   |
| آن که زن را بی رضای او به زور و زر خرید |  | هست نا محرم به معنی، ور به صورت شوهر است |